# Friedrich Guimpel
Friedrich Guimpel (1774-1839) fue un artista botánico y grabador alemán.
Fue profesor en la "Academia de Artes en Berlín".

## Algunas publicaciones

### Libros
- k.l. Willdenow, f.g. Hayne, f. Guimpel. Abbildung der deutschen Holzarten für Forstmänner und Liebhaber der Botanik. 216 grabados coloreados a mano. 2 vols.: 1: 147 pp.; 2: [149-]-302 pp. Berlín: Schüppel, 1815-1820
- f. Guimpel. Abbildungen der fremden, in Deutschland ausdauernden Holzarten (Imágenes e Ilustraciones de diferentes maderas nativas y exóticas. 24 textos de ejercicio y 144 ilustraciones coloreadas, 1819–1830, junto con Friedrich Haynel y Cristoph Friedrich Otto

## Honores

### Epónimos
- (Berberidaceae) Berberis guimpelii K.Koch & C.D.Bouché[1]
- La abreviatura «Guimpel» se emplea para indicar a Friedrich Guimpel como autoridad en la descripción y clasificación científica de los vegetales.[2]